# كفيرت
كفيرت هي قرية فلسطينية في الضفة الغربية، تقع على بعد 16كم غرب مدينة جنين شمال الضفة الغربية. وفقًا للجهاز المركزي للإحصاء الفلسطيني، بلغ عدد سكان البلدة 2446 نسمة في منتصف عام 2006 و3068 نسمة بحلول عام 2017.

## تاريخها
تم العثور فيها على قطع فخارية من العصر الحديدي الثاني، والفارسي، والهلنستي، والروماني المبكر والمتأخر، والبيزنطي، والإسلامي المبكر، والعصور الوسطى.

### العصر العثماني
تم دمج القرية مثل بقية فلسطين، في الإمبراطورية العثمانية في عام 1517، وفي تعداد عام 1596 كانت جزءًا من ناحية جبل سامي التي كانت تحت إدارة لواء نابلس. كان عدد سكان القرية 29 أسرة و4 عزاب، جميعهم مسلمون. كان القرويون يدفعون ضريبة ثابتة قدرها 33.3% على القمح والشعير والمحاصيل الصيفية وأشجار الزيتون وخلايا النحل والماعز، بالإضافة إلى الإيرادات العرضية والضريبة العرفية المفروضة على سكان منطقة نابلس، بإجمالي 10000 قرش.
في عام 1838، تم تسجيل القرية كجزء من قضاء الشعراوية الشرقية شمال نابلس. في عام 1870، لاحظ فيكتور جورين أن القرية أثناء رحلاته في المنطقة كانت أقل أهمية من قرية يعبد المجاورة. في عام 1870/1871، أدرج الإحصاء العثماني القرية في ناحية الشعراوية الشرقية.
في عام 1882، وصف مسح فلسطين الغربية الذي أجرته مؤسسة أبحاث فلسطين القرية بأنها: "قرية كبيرة الحجم على تلة على حافة سهل عرابة، مع بئر في الشرق وأشجار زيتون".

### عصر الانتداب البريطاني
في تعداد فلسطين عام 1922، الذي أجرته سلطات الانتداب البريطاني، بلغ عدد سكان القرية 113 مسلمًا، وارتفع في تعداد عام 1931 إلى 154 مسلمًا في 28 منزلًا. في إحصاءات عام 1945، بلغ عدد سكانها 240 مسلماً،ومساحتها 732 دونماً، وذلك وفقاً لمسح رسمي للأراضي والسكان. من هذه المساحة، تم استخدام 241 دونمًا للمزارع والأراضي القابلة للري، و200 دونمًا للحبوب، بينما كانت 6 دونمات من الأراضي المبنية (الحضرية).

### العصر الأردني
في أعقاب نكبة عام 1948 ، وبعد اتفاقيات الهدنة عام 1949، أصبحت كفريت تحت الحكم الأردني. في عام 1961، بلغ عدد السكان 457 نسمة 

### بعد عام 1967
منذ حرب الأيام الستة عام 1967، كانت القرية تحت الاحتلال الإسرائيلي. بلغ عدد سكانها في تعداد عام 1967 الذي أجرته إسرائيل 583 نسمة، منهم 109 من أصل الأراضي الإسرائيلية.

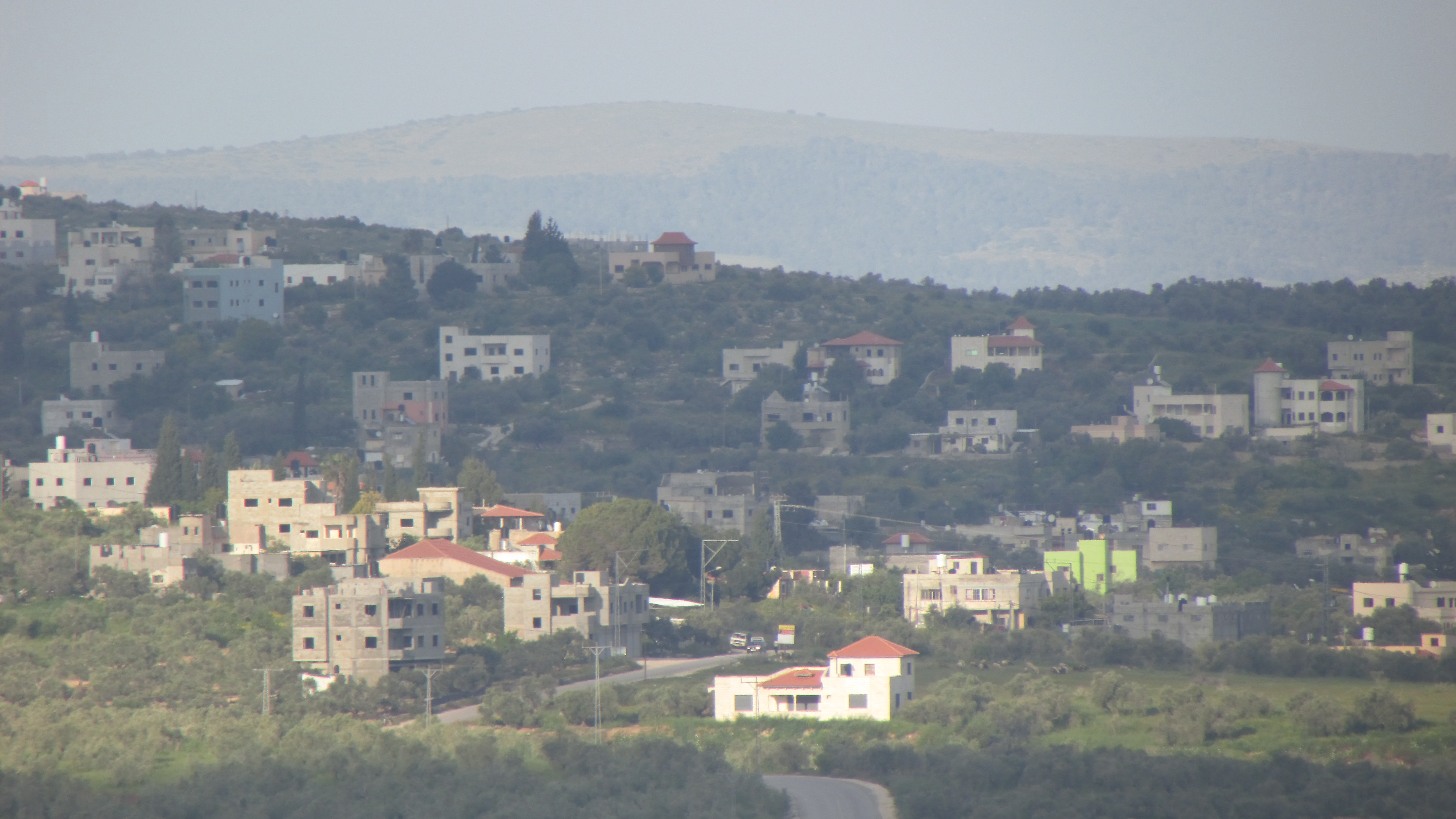
قرية كفيرت في جنين

## وصلات خارجية
- فلسطين في الذاكرة/ كفيرت